# Вторгнення (фільм, 1966)
«Вторгнення» (англ. Invasion) — британський фантастичний фільм 1966 року, поставлений режисером Аланом Бріджесом.

## Сюжет
Постраждала під час аварії на території Англії чужопланетянка потрапляє до сільської лікарні. Услід за нею прибувають інші чужопланетяни, які вимагають видати їм дівчину. Виявляється, вона злочинниця, а інші прибулі — співробітники інопланетної поліції. Коли у видачі їм відмовлено, вони оточують лікарню силовим полем.

## У ролях
| • Едвард Джадд  | … | доктор Марк Вернон           |
| • Йоко Тані     | … | Лідер Листріанів             |
| • Валері Джирон | … | доктор Клер Гарленд          |
| • Ліндон Брук   | … | Браян Картер                 |
| • Рік Янг       | … | Листріан                     |
| • Тсаї Чин      | … | медсестра Лім                |
| • Беррі Інгем   | … | майор Мункастер              |
| • Ентоні Шарп   | … | Лоуренс Блекберн             |
| • Глін Г'юстон  | … | поліцейський сержант Дрейкот |
| • Енн Кастл     | … | сестра Еванс                 |

## Знімальна група
- Автор сценарію — Роджер Маршалл, Роберт Голмс (сюжет)
- Режисер-постановник — Алан Бріджес
- Продюсер — Джек Грінвуд
- Оператор — Джеймс Вілсон
- Композитор — Бернард Еббінґгаус
- Монтаж — Дерек Холдинг
- Артдиректор — Скотт Макгрегор
- Художник по костюмах — Ейлін Велш
- Підбір акторів — Ронні Кертіс